# Jordan Mathews

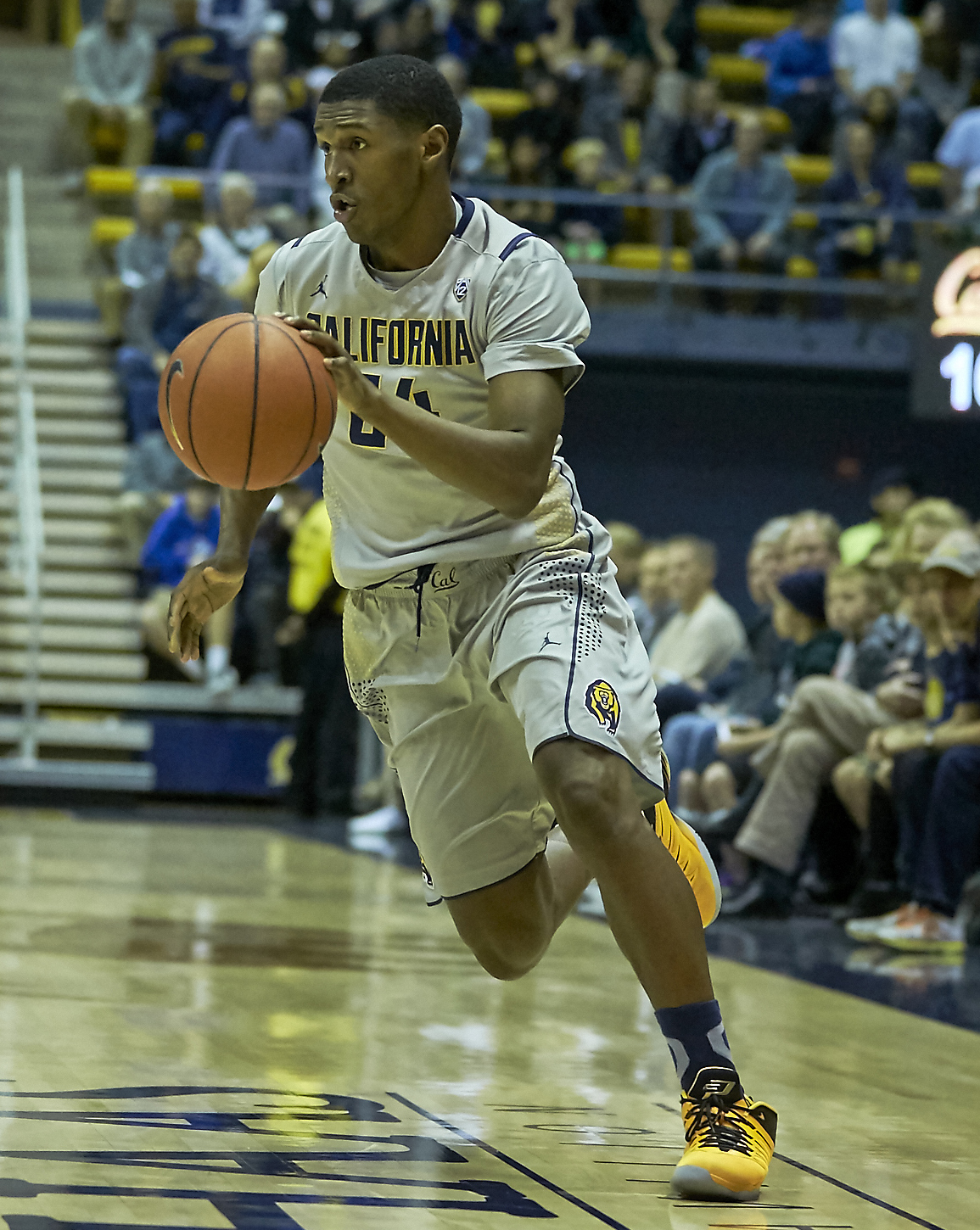
Jordan Mathews w barwach drużyny akademickiej California Golden Bears (2015)

Jordan Mathews (ur. 22 czerwca 1994 w Los Angeles) – amerykański koszykarz, występujący na pozycji rzucającego obrońcy, obecnie zawodnik PGE Spójni Stargard.
W 2017 reprezentował New Orleans Pelicans oraz Phoenix Suns podczas rozgrywek letniej ligi NBA w Las Vegas. Rozegrał też jedno spotkanie przedsezonowe w barwach Atlanty Hawks. Rok później był w Las Vegas zawodnikiem Los Angeles Clippers.
3 sierpnia 2022 zawarł umowę z PGE Spójnią Stargard.
Jego młodszy brat Jonah występował w Anwilu Włocławek (2021/2022), natomiast ojciec Phil jest trenerem akademickiej drużyny Riverside City College. 

## Osiągnięcia
Stan na 25 listopada 2023, na podstawie, o ile nie zaznaczono inaczej.

### NCAA
- Wicemistrz NCAA (2017)
- Uczestnik turnieju NCAA (2016, 2017)
- Mistrz:
  - turnieju konferencji West Coast (WCC – 2017)
  - sezonu regularnego WCC (2017)
- Zaliczony do:
  - składu honorable mention:
    - WCC (2017)
    - najlepszych pierwszorocznych zawodników Pac-12 (2014)
- Lider konferencji Pac-12 w skuteczności rzutów za 3 punkty (2015 – 44,3%)

### Drużynowe
- Brązowy medalista mistrzostw Danii (2019)

### Indywidualne
- Laureat nagrody – najbardziej spektakularny rzut Energa Basket Ligi w sezonie 2022/23[6]
- Zaliczony do I składu kolejki EBL (15 – 2022/2023)[7]